# Коста Чекаларов
Коста Василев Чекаларов, известен като Бай Горан, е български политик, активист на Българската комунистическа партия.

## Биография
Роден е на 15 май 1903 година в солунското село Коритен, тогава в Османската империя. Син е на дееца на Вътрешната македоно-одринска революционна организация Васил Чакаларов. От 1920 е член на Българския комунистически младежки съюз. Взема участие в Септемврийското въстание в Брацигово. В началото на 1924 година на конференция в манастира „Свети Георги“ е избран за член на Окръжния комитет на БКМС с ресор военната организация заедно с Йордан Карапетков – секретар, Борис Димитров – окръжен организатор, Коста Аргиров – завеждащ агитацията и пропагандата, Атанас Георгиев (заместен по-късно от Петър Челебиев) и Димитър Ангелов Карадимов – представител на ОК на БКП. От 1924 година е член на БКП.
Живее в Югославия, Австрия, Германия и Чехословакия. В периода 1927 – 1936 живее в СССР. От 1936 до 1941 е секретар на Окръжния комитет на БКП в Пловдив. През 1942 е осъден задочно на смърт. От 1942 до 1944 година е партизанин в бойна група. Сътрудник в щаба на Първа Софийска въстаническа оперативна зона От 1946 до 1956 е секретар на ОК на БКП в Пловдив. Между 1966 и 1976 е член на Централната контролно-ревизионна комисия на БКП. В 1976 година е изхвърлен от Централната контролно-ревизионна комисия.
Автор е на мемоарна книга „Бойци на партията. Спомени (1919 – 1944)“, издадена в 1970 година.
В 1983 година му е дадено почетното звание герой на социалистическия труд.